# Nathalie Meskens
Nathalie Meskens, née à Anvers (Belgique) le 21 avril 1982, est une actrice, présentatrice, chanteuse, imitatrice et humoriste belge

## Biographie

### Présentatrice
Elle présente des programmes télévisés sur la chaîne flamande VTM comme Reclame AUB (nl), Beste Kijkers (nl) et participe aux programmes Zijn er nog kroketten? (Y a-t-il encore des croquettes ?) et Tegen De Sterren op (nl) (programme d'imitations de stars belges et internationales).

### Humoriste
Kim Clijsters, Natalia (chanteuse belge), Shakira, Britney Spears, Céline Dion, Amy Winehouse, Slongs Dievanongs (chanteuse belge), Maggie De Block, la reine Mathilde sont quelques-unes des personnalités qu'elle imite.

### Actrice
Nathalie Meskens tient le rôle de l'avocate ancienne coiffeuse Danniella Lowinski dans la série Danni Lowinski (arrêtée après deux saisons) et dans la série David (nl) où elle joue le rôle de Sofie Klaerhout, une chercheuse en laboratoire pharmaceutique. Elle a aussi joué dans le film Bowling Balls.

## Filmographie partielle

### Cinéma
- 2014 : Bowling Balls
- 2015 : Wat mannen willen de Filip Peeters